# Голден Колфілд
Голден Колфілд (англ. Holden Caulfield) — головний герой роману Джерома Д. Селінджера «Ловець у житі». Вперше персонаж з таким ім'ям з'являється у Селінджеровій повісті «Легкий бунт на Медісон-авеню» 1941 року (згодом перероблений варіант цієї повісті став сімнадцятим розділом роману).

## Версії походження імені героя
Існують деякі здогади щодо того, чому Селінджер вибрав ім'я «Holden Caulfield» для свого головного героя. Широко розповсюдженою легендою є те, що це ім'я з'явилося після того, як Селінджер вперше побачив афішу романтичної комедії «Люба Рут» (англ. Dear Ruth, 1947), в головних ролях якої знімалися Вільям Голден та Джоан Колфілд. Інша версія вказує на походження імені від «hold on a coal field» — «триматися на випалених (вугільних) полях». Таким чином, Селінджер вказує на роль головного героя у сучасному світі, а також посилається на назву твору «Catcher in the Rye», частково доповнюючи її.

## Опис героя
Події в романі відбуваються незадовго до сімнадцятиріччя Голдена (він переказує цю історію, будучи вже сімнадцятирічним). Він високий, худий шатен, однак одна із його скронь повністю взялась сивиною, тому він виглядає старшим. Детальний опис зовнішності Голдена ніде не зустрічається.
Народжений для забезпеченого та привілейованого життя, Колфілд дивиться зверхньо на елітарний світ, в якому він живе. Він піддає сумніву цінності свого суспільства і часом відкидає прийняті в ньому правила поведінки. Голдену властиві спостережливість, самоаналіз, в'їдливість, цинізм і сарказм. Його, досить розумного юнака, виганяють з багатьох шкіл, найчастіше через недостатню успішність у навчанні.